# Agró roig
L'agró roig, agró ros, agrós d'estiu o adragó (Ardea purpurea) és una espècie d'ocell de la família dels ardèids.

## Descripció
L'agró roig és un ocell gros, de 70-90 cm d'alt (amb el coll estirat) i 110-145 d'envergadura amb les ales esteses. És lleugerament més petit que el bernat pescaire, de qui es pot distingir per la coloració més fosca, de tonalitats vermellenques o brunes del seu plomatge.

## Distribució
L'agró roig es troba amb freqüència al centre i sud d'Europa i a l'Àsia meridional i oriental. És un migrador que hiverna a l'Àfrica tropical.

## Taxonomia
N'hi ha tres o quatre subespècies:
- Ardea purpurea purpurea Linnaeus, 1766. Africa, nord d'Europa fins als Països Baixos, i de l'Àsia de l'est fins al Kazakhstan.
- Ardea purpurea bournei (de Naurois, 1966), Bourne's Heron. Cap Verd (inclòs en purpurea per alguns autors, però tractat com una espècie diferent, Ardea bournei, per d'altres).
- Ardea purpurea madagascariensis Oort, 1910. Madagascar.
- Ardea purpurea manilensis Meyen, 1834. Àsia des del Pakistan fins a les Filipines i pel nord fins a krai de Primórie, Rússia.

## Hàbitat i comportament
L'agró roig cria en colònies en canyissars o en arbres propers a grans llacs, o bé en altres aiguamolls extensos.
S'alimenta de peixos, granotes, insectes i petits mamífers que pugui trobar en aigües poc profundes. Sovint, s'espera quiet fins que arriba la presa. Tendeix a estar-se entre els canyissars més que el bernat pescaire, sovint de manera discreta, tot i la seva mida.

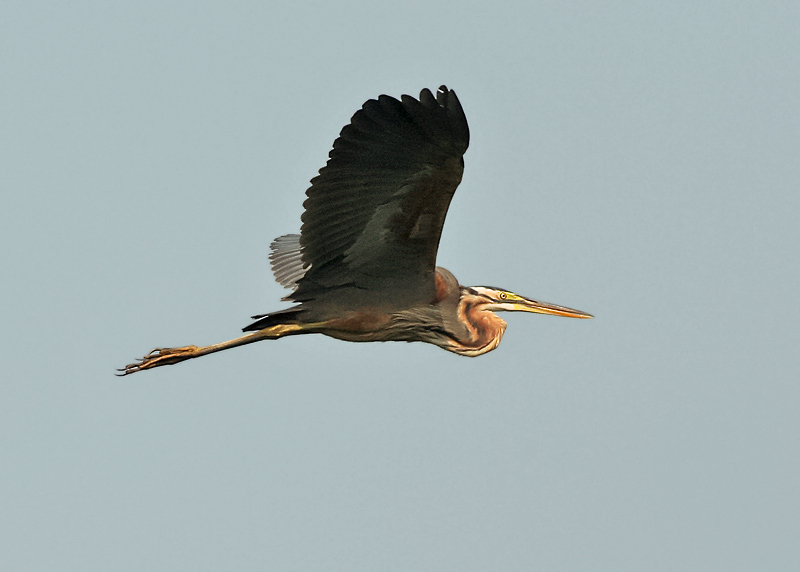
Volant a Kolkata, West Bengal, Índia

Té un vol lent, amb el seu coll encongit. Això és una característica dels ardèids i dels bitons, i els distingeix dels cicònids, de les grues i dels becplaners, els quals tenen el coll estirat.

## Enllaços externs

[http://www.xeno-canto.org/sounds/uploaded/PKWMZIRVUO/01240.050703.purperreigeralarmKeverdijk2.mp3 Cant